# Cratone del Dharwar
Il cratone del Dharwar o cratone di Karnataka, situato nell'India meridionale, è un pezzo della crosta terrestre che data al tardo Archeano. Fa parte dello scudo indiano ed è geologicamente stabile da alcuni miliardi di anni. Il basamento cristallino di questa regione si è formato tra 3,6 e 2,5 miliardi di anni fa.
Il cratone del Dharwar si trova tra Chennai, Goa, Hyderabad e Mangalore negli stati indiani di Karnataka e Andhra Pradesh.

## Storia geologica
Il cratone del Dharwar presenta una sezione naturale dei nuclei continentali del tardo Archeano situati tra la longitudine 72°45´–80° e la latitudine 11°–19°. Si tratta di una regione di forma ellittica che comprende una serie di cinture sopra-crostali sub-parallele. La dizione "cratone del Dharwar" fu introdotta dalla Geological Survey of India per evitare confusioni con altre litologie. 
Ci sono tre zone strutturali principali: 
- una "zona radicale" caratterizzata da forte eterogeneità nella petrologia (monzonite e granito) e nella tessitura (accumulo di fenocristalli)
- una "zona canale" dove si possono osservare evidenze di risalita del magma su grande scala
- una zona di intrusioni superficiali costituite da corpi intrusivi omogenei.

Nella zona radicale il magma proveniente dal mantello ha subito una cristallizzazione frazionata che fu seguita da una mescolamento tra i fluidi residui e la materia fusa generatisi per anatessi del circostante basamento gneissico. 
Il cratone viene suddiviso in Dharwar orientale e occidentale, in base alle differenze nella litologia e di età. La terminologia "Supergruppo del Dharwar" viene usata come sinonimo dei sedimenti metamorfizzati del Precambriano e include tutte le serie di scisti al di sotto dell' "Inconformità epiarcheana". Le rocce del Dharwar sono essenzialmente prive di fossili, tranne che per il calcare a stromatoliti.

## Litologia
Le rocce di questo periodo mostrano una natura estremamente complessa con sedimenti clastici e chimicamente precipitati, rocce vulcaniche e plutoniche; tutte presentano vari gradi di metamorfismo. 
La maggior parte delle rocce sono costituite di filladi, scisti e ardesia. Tra gli scisti sono presenti orneblenda, clorite, ematite; tra gli scisti feldspatici si trova la quarzite assieme a rocce vulcaniche fortemente alterate e marmo serpentino. Si trovano anche masse di steatite, oltre a vasti letti di diaspro, ossido di ferro e diossido di manganese.